# Ryang Kyu-sa
Ryang Kyu-sa ((량규사?, 梁圭史?); 3 giugno 1978) è un ex calciatore nordcoreano, di ruolo attaccante.